# Concorde (pâtisserie)
Pour les articles homonymes, voir Concorde.
Le concorde est une pâtisserie au chocolat créée par la pâtisserie de Gaston Lenôtre,.
Il est constitué de strates de meringue au chocolat, de mousse au chocolat et de copeaux de chocolat.